# Bleibachniederung
Koordinaten: 50° 40′ 26″ N, 6° 43′ 14″ O
Das Naturschutzgebiet Bleibachniederung liegt auf dem Gebiet der Stadt Zülpich im Kreis Euskirchen in Nordrhein-Westfalen.
Das aus zwei Teilflächen bestehende Gebiet erstreckt sich südöstlich der Kernstadt Zülpich. Es liegt nördlich und südlich des Zülpicher Stadtteils Dürscheven zu beiden Seiten der B 56 entlang des Bleibaches. Östlich des Gebietes verläuft die A 1, am nördlichen Rand der nördlichen Teilfläche die B 56n und am südlichen Rand der südlichen Teilfläche die Landesstraße L 178. Westlich und südwestlich der südlichen Teilfläche erstreckt sich das 60,4 ha große Naturschutzgebiet Görresberg und Schievelsberg.

## Bedeutung
Das etwa 55,1 ha große Gebiet wurde im Jahr 2008 unter der Schlüsselnummer EU-172 unter Naturschutz gestellt.